# Charles Henry
Pour les articles homonymes, voir Henry.
Charles Henry est un bibliothécaire, polygraphe et critique d'art français né le 16 mai 1859 à Bollwiller et mort le 4 novembre 1926 à Versailles.

## Biographie
Charles Henry fit ses études à Paris, où il devint assistant en 1881 puis bibliothécaire, à la Sorbonne. Il fut envoyé en Italie, comme spécialiste de l'histoire des mathématiques, pour chercher dans ce domaine des manuscrits que le gouvernement souhaitait éditer. Il publia plusieurs travaux sur des sujets analogues, ainsi que des mémoires, des lettres et d'autres ouvrages, et écrivit des critiques sur les théories musicales de Rameau et Wronski. On lui attribue aussi l'invention de plusieurs dispositifs et instruments ingénieux utilisés dans les laboratoires de psychophysiologie. Il publia la correspondance de Pierre-Daniel Huet sous le titre Un érudit, homme du monde, homme d'église, homme de cour (1880), ainsi que Problèmes de géométrie pratique (1884) et Lettres inédites de Mademoiselle de Lespinasse à Condorcet, à D'Alembert, à Guibert, au Comte de Crillon (1887). Les idées que Charles Henry a développées dans son Introduction à un esthétique scientifique (1885) ont trouvé un écho dans une peinture de Paul Signac, Opus 217. Il a été un ami proche du critique d'art et journaliste Félix Fénéon.

## Sélection de publications
- Introduction à une esthétique scientifique, Paris, 1885
- La théorie de Rameau sur la musique, Paris, Hermann, 1887
- Wronski et l'esthétique musicale, Paris, Hermann, 1887
- Rapporteur esthétique, Paris, Seguin, 1888
- Cercle chromatique, Paris, Verdin, 1888
- « Esthétique et psychophysique », Revue philosophique, vol. 29, 1890
- Harmonies de formes et de couleurs, Paris, 1891
- « L'esthétique des formes », La Revue blanche, vol. 7, 1894
- (avec Józefa Joteyko) « Sur l'équation générale des courbes de fatigue », CRAS, vol. 136, 1903, p. 441-444
- Sensation et énergie, Paris, 1910
- Mémoire et habitude, Paris, 1911
- « La lumière, la couleur et la forme », L'esprit nouveau, 1921